# Tulay Hatımoğulları Oruç
Tulay Hatımoğulları Oruç (nacido en 1977) es una economista y política turca. Es copresidenta del Partido de la Izquierda Verde y miembro de la Gran Asamblea Nacional de Turquía. Desde octubre de 2023, es Copresidente del Partido por la Igualdad y la Democracia de los Pueblos (HEDEP).

## Temprana edad y educación
Tulay Hatımoğulları Oruç nació en 1977 en Samandag, provincia de Hatay  y estudió economía en la Universidad de Anadolu . 

## Carrera política
Su adhesión al socialismo político se definió durante la escuela secundaria. Tulay Hatımoğulları Oruç fue elegido copresidente del SYKP en 2016.  En las elecciones parlamentarias de junio de 2018 fue elegida miembro de la Gran Asamblea Nacional de Turquía en representación de la provincia de Hatay por el Partido Democrático de los Pueblos (HDP). El 17 de marzo de 2021, el fiscal ante el Tribunal de Casación, Bekir Şahin, presentó una demanda ante el Tribunal Constitucional de Turquía y exigió para ella y otros 686 políticos una prohibición de actividades políticas durante cinco años. En las elecciones parlamentarias de mayo de 2023, ella fue reelecta a la Gran Asamblea Nacional de Turquía, esta vez para la provincia de Adana.En octubre de 2023 el Partido de la Izquierda Verde (YSP) paso a llamarse Partido por la Igualdad y la Democracia de los Pueblos (HEDEP) y ella fue electa su Copresidente junto a Tuncer Bakirhan.

### Posiciones políticas
Como copresidenta de la Comisión de Religión y Fe del Partido Democrático de los Pueblos (HDP),  ella defendió la protección de los derechos culturales de minorías según el Tratado de Lausana de 1923.  En enero de 2020, se opuso al despliegue de tropas turcas a Libia.  También opina que el Kurdistán existe, lo que en noviembre de 2021 provocó una discusión trilateral entre ella, su colega político del HDP Garo Paylan y el ministro de Defensa turco, Hulusi Akar, quien negó la existencia de un Kurdistán, ya sea en Turquía o Irak . En mayo de 2022 se opuso a que se prohibieron varias actuaciones de artistas kurdos.

## Vida personal
Se crio en un hogar árabe y se identifica como feminista y aleví .